# Rancid
A Rancid egy amerikai punkegyüttes, amelyet 1991-ben Matt Freeman és Tim Armstrong alapított a Kalifornia állambeli Berkeleyben.
A Rancid énekese és gitárosa Tim Armstrong, basszusgitárosa Matt Freeman, Lars Frederiksen játszik a másik gitáron és Branden Steinecker a dobos. Az előző dobos, Brett Reed 2006-ban hagyta el az együttest, és őt helyettesítette Branden Steinecker, a The Used együttes korábbi dobosa. 2007-re már csak Tim Armstrong és Matt Freeman maradtak az alapító tagok közül, mivel Lars Frederiksen csak utólag, 1993-ban csatlakozott, amikor az együttes egy második gitáros után nézett.
Olyan zenei irányzat mellett döntöttek, melyet a The Offspring vagy a Green Day játszott a California Punk amely nagyon kedvelt műfaj volt a punkok körében a '90-es évek közepén.
A Rancid stílusa sokszor mutatott hasonlóságot a The Clash-sel az albumaikban. Az …And Out Come The Wolves és a Life Won't Wait, az utóbbit sokszor emlegetik úgy mint a "Rancid Sandinistáját".
A Rancid legjobban ismert számai a "Ruby Soho" és a "Time Bomb" az 1995-ös …And Out Come The Wolves albumrol, vagy a "Fall Back Down" a 2003-as Indestructible albumról.

## Albumai
- 1992: Rancid (EP)
- 1993: Rancid (1993) - Epitaph Records
- 1993: Radio Radio Radio (EP) - Fat Wreck Chords
- 1994: Let's Go - Epitaph Records
- 1995: ... And Out Come The Wolves - Epitaph Records
- 1998: Life Won't Wait - Epitaph Records
- 2000: Rancid (2000) - Hellcat Records
- 2003: Indestructible - Hellcat Records
- 2007: B Sides and C Sides - Rancid Records
- 2009: Let The Dominoes Fall - Hellcat Records
- 2014: Honor Is All We Know - Hellcat Records, Epitaph Records
- 2017: Trouble Maker - Hellcat Records

## A Rancid mellett...
A Rancid előtt, alatt és után is játszottak a tagok más zenekarokban. Tim Armstrong például egy korai formációban, az Operation Ivyban (Matt Freemannel), később a Transplantsben Rob Astonnal és a Blink 182-ből jól ismert dobossal, Travis Barkerrel, valamint 2007-ben jelent meg önálló albuma A poet's life címmel. Lars Frederiksen pedig frontembere a Lars Frederiksen And The Bastards nevű zenekarnak is.
Tim együtt dolgozott egy filmben a Green Dayes Billie Joe Armstronggal. A film Live freaky, die freaky! címmel jelent meg, és Charles Manson életéről szól.
A Rancid zenéjét hallhattunk már számítógépes játékokban és a South Parkban is (Brad Logan). A Transplants egyik számát pedig egy Head 'n' shoulders reklám zenéjeként is viszonthallhattuk (Diamonds and guns).